# Pedethma cookensis
Pedethma cookensis es una especie de insecto coleóptero de la familia Chrysomelidae. Fue descrita en 2000 por Lingafelter & Konstantinov.